# Covered warrant
Il covered warrant è uno strumento finanziario quotato in Borsa che conferisce la facoltà di sottoscrivere l'acquisto (Call covered warrant, opzione call) o la vendita (Put covered warrant, opzione put) di una certa attività finanziaria sottostante ad un prezzo e ad una scadenza stabilita. Peraltro ne esistono una tipologia più semplice, i cd. covered warrants plain vanilla, ed una più complessa che combina fra loro più opzioni di acquisto o di vendita, i cd. covered warrants strutturati o esotici.
A differenza del semplice warrant può avere come attività sottostanti oltre alle azioni anche obbligazioni, indici azionari o obbligazionari o panieri di titoli, valute o tassi di interesse. Inoltre, mentre la classica opzione si configura come un contratto concluso tra due parti con esigenze opposte, il covered warrant non è un contratto, bensì un semplice titolo, emesso da intermediari finanziari.
In Italia è scambiato sul mercato SEDEX.
Il prezzo del covered warrant è influenzato dalla sua vita residua e dalla volatilità dell'attività sottostante oltre che dal livello dell'attività sottostante, dai dividendi e dal tasso di interesse free-risk del mercato.
I covered warrant seguono l'andamento dell'azione o dell'attività sottostante amplificandone le variazioni (quindi eventualmente incrementando notevolmente i rendimenti o le perdite). Questo è il cosiddetto "effetto leva", infatti per ottenere la stessa esposizione, un investimento in covered warrant richiede solo una frazione del capitale che sarebbe necessario per un investimento diretto nel sottostante. Questo li rende ottimi strumenti da utilizzare come assicurazione in caso di perdite negli investimenti del sottostante. Il covered warrant è, quindi, utilizzato professionalmente come un'assicurazione contro le perdite del sottostante e non come forma di investimento. La struttura del mercato degli stessi è concepita per evitare speculazioni di piccoli e medi investitori. Ne possono comunque trarre profitto speculativo manager di aziende quotate in borsa capaci di muovere grossi capitali e tutto ciò a discapito degli istituti finanziari.
I covered warrant, in base alla possibilità di esercitare il titolo, si dividono in:
- Stile europeo: può essere esercitato soltanto alla scadenza;
- Stile americano: può essere esercitato in qualsiasi momento sino alla scadenza.

A seconda della differenza tra il prezzo del sottostante e lo strike price (prezzo di esercizio), il covered warrant può essere:
- At-the-money: lo strike price è "più o meno" uguale al prezzo del sottostante. In questo caso è indifferente esercitare l'opzione;
- In-the-money: il prezzo del sottostante è maggiore dello strike price nel caso del covered warrant call e inferiore allo strike price nel caso del covered warrant put. In questo caso è conveniente esercitare il diritto di opzione e il valore dell'opzione è dato dalla differenza tra prezzo del sottostante e strike price, moltiplicato per il moltiplicatore del covered warrant;
- Out-the-money: il prezzo del sottostante è inferiore dello strike price nel caso del covered warrant call e maggiore allo strike price nel caso del covered warrant put. In questo caso l'opzione è priva di valore, pertanto non è conveniente l'esercizio.

Le principali emittenti sul mercato sono Vontobel, Unicredit, Société générale.